# Miguel Dietz
Miguel Dietz Calderón (Ica, Perú; 6 de noviembre de 1947) es un exfutbolista peruano que se desempeñó como arquero en diversos equipos peruanos. Fue formado en Sporting Cristal.

## Trayectoria
Se inició en las menores del Sporting Cristal en 1964, en 1968 pasó al José Gálvez Foot Ball Club de Chimbote con el cual logró el ascenso al Campeonato Descentralizado 1971. También jugó por el Club Carlos A. Mannucci de Trujillo, Foot Ball Club Melgar de Arequipa y Club Deportivo Walter Ormeño de Cañete.
Luego se enroló en clubes del Callao como el Club Atlético Chalaco y el Sport Boys Association, asimismo por el Club Sport Juventud La Palma, para después atajar por el Club Atlético Torino jugando la Copa Libertadores 1981.
Sus últimos equipos fueron el Defensor ANDA y el Juventud Progreso.
Desde fines de 1990 radica en Estados Unidos donde tiene una academia de fútbol para menores en Phoenix, Arizona.

## Clubes
| Club                         | País | Año         |
| ---------------------------- | ---- | ----------- |
| José Gálvez Foot Ball Club   | Perú | 1968 - 1970 |
| Club Carlos A. Mannucci      | Perú | 1971        |
| Foot Ball Club Melgar        | Perú | 1972        |
| José Gálvez Foot Ball Club   | Perú | 1973        |
| Club Deportivo Walter Ormeño | Perú | 1974        |
| León de Huánuco              | Perú | 1975        |
| Club Atlético Chalaco        | Perú | 1976 - 1977 |
| Sport Boys Association       | Perú | 1979        |
| Club Sport Juventud La Palma | Perú | 1980        |
| Club Atlético Torino         | Perú | 1981 - 1982 |
| Club Social Deportivo Junín  | Perú | 1983        |
| Defensor ANDA                | Perú | 1984 - 1985 |
| Juventud Progreso            | Perú | 1986        |